# Macunaíma (film)
Macunaíma (znany także jako Jungle Freaks) – brazylijski film komediowy z gatunku fantasy z 1969 roku, wyreżyserowany przez Joaquima Pedro de Andrade na podstawie powieści Mário de Andrade o tym samym tytule.
W główną rolę wcielili się: Grande Otelo – czarny Macunaíma oraz Paulo José – biały Macunaíma.
Film zdobył 4 nagrody na Festiwalu Filmów Brazylijskich w 1969 roku i został wybrany najlepszym filmem na MFF Mar del Plata w 1970 roku.